# Каммері
Ка́ммері (ест. Kammeri küla) — село в Естонії, у волості Камб'я повіту Тартумаа.

## Населення
Чисельність населення на 31 грудня 2011 року становила 57 осіб.

## Географія
Через населений пункт проходить автошлях 22185 (Панґоді — Віссі).